# Đại dịch cúm 2009 tại Việt Nam
Bắt đầu từ ngày 31 tháng 5 năm 2009, Việt Nam trở thành quốc gia thứ 47 thông báo có bệnh nhân nhiễm cúm A/H1N1. Theo báo cáo của Bộ Y tế Việt Nam, tính đến ngày 10 tháng 2 năm 2010, Việt Nam có 11.186 trường hợp mắc cúm H1N1, trong đó có 58 ca tử vong.

## Diễn biến
Vào ngày 31 tháng 5 năm 2009, bệnh nhân ghi nhận đầu tiên là 1 du học sinh trở về từ Hoa Kỳ. Vào lúc 9 giờ, ngày 1 tháng 6 (giờ địa phương) đã phát hiện thêm 2 trường hợp nhiễm cúm; bệnh nhân là hai mẹ con từ Hoa Kỳ về Việt Nam, nâng số ca bị nhiễm H1N1 tại Việt Nam lên con số 3. Ngày 3 tháng 6 năm 2009 ca nhiễm cúm đầu tiên của Việt Nam đã được xuất viện. Đến ngày 5 tháng 6 tại Việt Nam đã xác nhận thêm 2 ca nhiễm cúm, đây là 2 bệnh nhân mang quốc tịch Mỹ nâng số ca bị nhiễm cúm lên con số 5. Số ca nhiễm cúm đã tăng lên 10 ca vào ngày 6 tháng 6. Con số ca nhiễm cúm tại Việt Nam tăng nhanh từng ngày, đến ngày 7 tháng 6 năm 2009 số ca dương tính đã lên 13 ca và đến ngày 24 tháng 6 đã lên đến 32 ca.
Dịch cúm đã tấn công nhiều trường học tại Việt Nam. Như ngày 14 tháng 8 năm 2009, 9 học sinh của lớp 11 chuyên Toán, Lý Trường Trung học phổ thông chuyên Lê Hồng Phong, TP HCM dương tính với cúm H1N1 và trường này đã bị tạm đóng cửa. Từ ngày 7 đến 17 tháng 8, Sở Giáo dục và Đào tạo Hà Nội đã tạm đóng cửa tất cả trường học ở Hà Nội và việc bất ngờ này đã gây cho nhiều phụ huynh lao đao trong việc tìm người giữ trẻ.
Từ ngày 1 tháng 10 năm 2009, Viện Pasteur TP Hồ Chí Minh thông báo tạm ngưng xét nghiệm cúm do hết sinh phẩm hóa chất, Sau 4 tháng chẩn đoán cúm H1N1 cho TP HCM và các tỉnh thành lân cận. Tiến sĩ Trần Ngọc Hữu, Viện trưởng Viện Pasteur đề xuất Bộ Y tế Việt Nam cho phép một số bệnh viện trong thành phố thực hiện công tác xét nghiệm và riêng các tỉnh, khi thấy những trường hợp có triệu chứng giống cúm thì được điều trị luôn như ca dương tính mà không cần xét nghiệm.

## Giúp đỡ của quốc tế
Từ 2005, chính phủ Hoa Kỳ đã cung cấp hơn 33,5 triệu USD hỗ trợ các chương trình phòng chống cúm gia cầm của Việt Nam. Hiện nay Mỹ đang hỗ trợ Việt Nam tổ chức khoá tập huấn tại chỗ đầu tiên kéo dài trong 2 năm cho cán bộ chuyên trách về phòng chống và kiểm soát các đợt bùng phát dịch như H1N1 hay cúm gia cầm, hướng đến tăng cường hệ thống y tế công cộng và cải thiện sức khoẻ của cộng đồng.

## Liên quan
Theo Cục Du lịch Quốc gia Việt Nam, dịch cúm H1N1 là một trong những nguyên nhân khiến lượng khách quốc tế đến Việt Nam giảm sút nghiêm trọng vào năm 2009. Trong 7 tháng đầu năm 2009, lượng khách quốc tế giảm 18,7% so với cùng kỳ năm trước.
Theo thứ trưởng Bộ Y tế Việt Nam Trịnh Quân Huấn cho biết ngày 16 tháng 9 năm 2009, tại Việt Nam đã thống nhất là không cần chờ xét nghiệm mới điều trị bằng Tamiflu để tránh việc tử vong do xét nghiệm chậm trễ và trước thực trạng chậm trễ trong việc điều trị (các phòng xét nghiệm bị quá tải và nhiều trường hợp ở các tỉnh phải chờ đến 4 ngày mới có kết quả). Tổ chức Y tế Thế giới lại khuyến cáo chỉ nên dùng Tamiflu cho những người có triệu chứng nặng vì cúm H1N1 và những người mắc H1N1 ở thể nhẹ thì không cần thuốc, để tránh việc các quốc gia sử dụng Tamiflu tùy tiện sẽ dẫn tới tình trạng virus kháng thuốc.